# Seweryn Blumsztajn

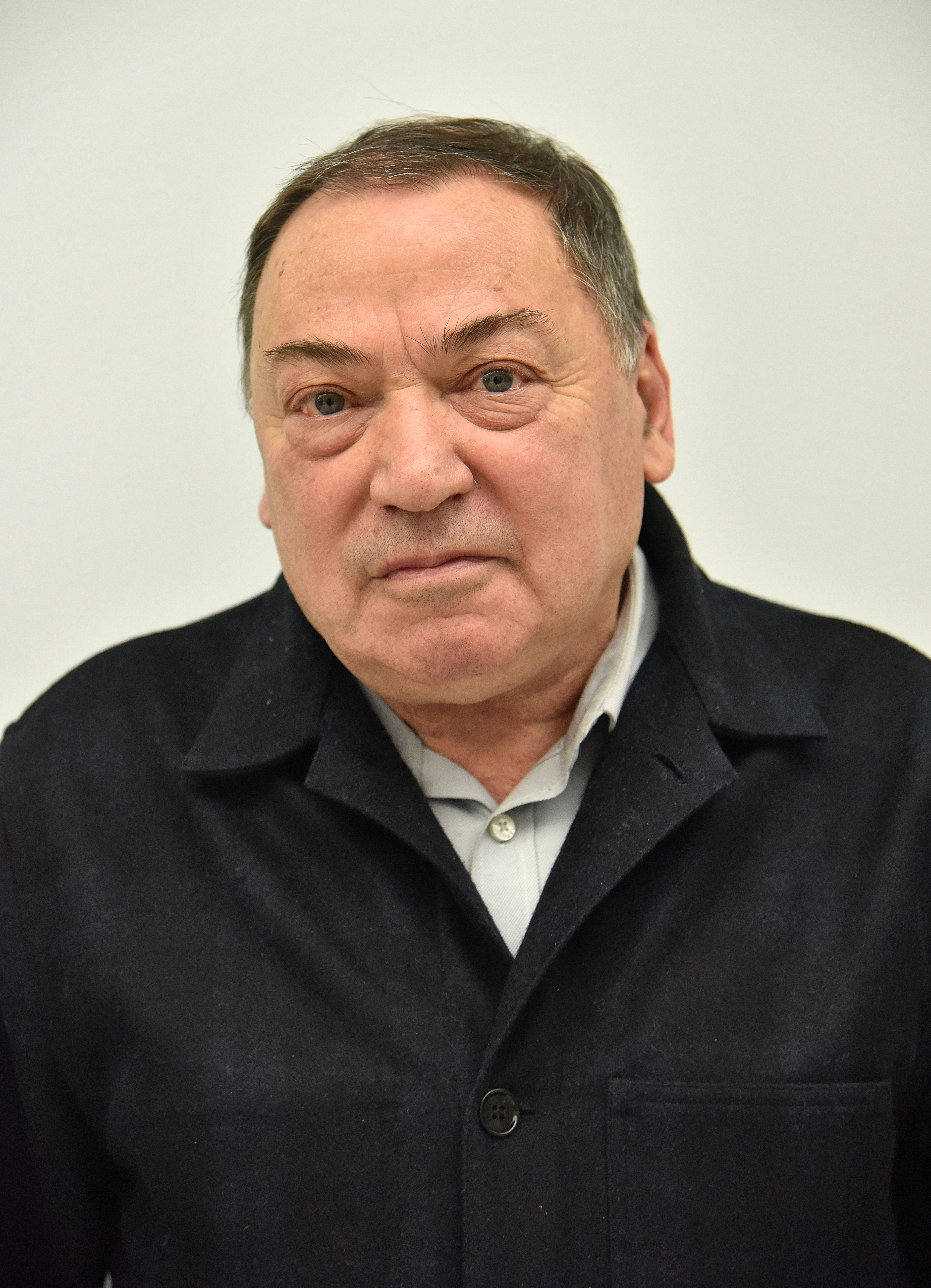
Seweryn Blumsztajn (2016)

Seweryn Blumsztajn (* 2. Mai 1946 in Breslau) ist ein polnischer Journalist und war Mitglied der antikommunistischen Opposition in der Volksrepublik Polen.
In den 1960er Jahren war er Mitglied der politischen Jugendorganisation Walterowcy unter der Führung von Jacek Kuroń. Er gehörte auch dem Klub Poszukiwaczy Sprzeczności (Klub der Widerspruch Suchenden) an, einem nicht formellen Diskussionsklub von Warschauer Schülern. 1965 wurde er für die Verbreitung des „Offenen Briefs an die Polnische Vereinigte Arbeiterpartei“ erstmals inhaftiert. 1968 war er Teilnehmer der März-Unruhen 1968 in Polen und Mitorganisator einer Demonstration in Warschau. Neuerlich verhaftet, wurde er zu zwei Jahren Gefängnis verurteilt, aber im Jahr 1969 amnestiert. Seit 1976 war er Redakteur des Informations-Bulletins KOR (Komitee zur Verteidigung der Arbeiter) und seit 1977 Mitglied des KSS KOR, des Komitees zur gesellschaftlichen Selbstverteidigung, sowie Redakteur des Bulletins AS. Von 1981 bis 1989 war er in der Emigration in Frankreich. 
Nach 1989 war er Redakteur der Gazeta Wyborcza und Chefredakteur der Warschauer Lokalausgabe Gazeta Stołeczna. 
2008 gab er Präsident Lech Kaczynski den ihm zwei Jahre zuvor verliehenen Orden Polonia Restituta zurück. 
| Personendaten    | Personendaten                             |
| ---------------- | ----------------------------------------- |
| NAME             | Blumsztajn, Seweryn                       |
| KURZBESCHREIBUNG | polnischer Oppositioneller und Journalist |
| GEBURTSDATUM     | 2. Mai 1946                               |
| GEBURTSORT       | Breslau                                   |